# (52334) Oberammergau
(52334) Oberammergau ist ein Asteroid im Hauptgürtel, der von dem deutschen Astronomen Freimut Börngen am 30. März 1992 am Observatorium Tautenburg (IAU-Code 033) in Thüringen entdeckt wurde.
Benannt wurde der Asteroid am 10. November 2003 nach der oberbayrischen Gemeinde Oberammergau, die insbesondere durch die dortigen Passionsspiele bekannt geworden ist, welche seit 2014 zum immateriellen Kulturerbe der UNESCO gehören.